# 城堡准则
城堡准则（英語：castle doctrine，又譯為堡壘原則），亦称城堡法（castle law）或居所防御法（defense of habitation law）；居住防衛權，一種法律原則，始於羅馬法，存在於英美法中，赋予在特定情况下，被侵犯人可以对于入侵其宅邸（在某些美國州份，也可以是机动车或工作场所等合法占用的空间）的进犯者使用武力（甚至是致命武力）进行防范和对抗的权力，而对于所造成的后果免于法律责任且不被起诉。
在西方文明里，宅邸非暴力性的法律概念始于罗马共和国。城堡准则这个词来源于历史上英国广泛认同的法理“英国人的家是他的城堡”。17世纪法律學者爱德华-科克爵士在他1628年的《英国法律学会》中确立了这个英国法律概念：
 人的房屋是其城堡，是他最安全的避难所。
For a man's house is his castle, et domus sua cuique est tutissimum refugium [and each man's home is his safest refuge].
这个概念后来传到殖民地，并被称为城堡准则。在英国，该词隐含了一个人拥有绝对的权利阻止任何人进入其家宅，尽管时常会有限制；进入20世纪晚期，法警进入的权限也有增加。同時城堡准则也被認為不是完全濫用的，而是要根據情況，也是需要符合正常防衛的原則才是合法。